# Guandu (köpinghuvudort i Kina, Hubei Sheng, lat 32,00, long 110,08)
Guandu (kinesiska: 官渡, 官渡镇) är en köpinghuvudort i Kina. Den ligger i provinsen Hubei, i den centrala delen av landet, omkring 430 kilometer väster om provinshuvudstaden Wuhan. Antalet invånare är 15 200. Befolkningen består av 7 078 kvinnor och 8 122 män. Barn under 15 år utgör 15,0 %, vuxna 15-64 år 73 %, och äldre över 65 år 10,0 %.
Runt Guandu är det ganska tätbefolkat, med 96 invånare per kvadratkilometer. Guandu är det största samhället i trakten. I omgivningarna runt Guandu växer i huvudsak blandskog.
Genomsnittlig årsnederbörd är 1 180 millimeter. Den regnigaste månaden är september, med i genomsnitt 207 mm nederbörd, och den torraste är december, med 12 mm nederbörd.